# Guillaume Meynne
Guillaume Meynne (Nieuport, 6 de febrer de 1821 - 16 d'octubre de 1883) fou un pianista i compositor belga del Romanticisme.
Estudià al Conservatori de Brussel·les, on l'any 1837 aconseguí el primer premi de composició musical. Després passà a París per a perfeccionar-se en el piano sota la direcció de Halévy, i de retorn a Brussel·les es dedicà a l'ensenyança del piano, que simultaniejà amb els seus treballs de compositor. Entre les seves obres hi figuren: composicions per a cant i piano, altres per a piano i violoncel, les cantates Maria Stuart, Moîse i Sardanopale; l'òpera còmica Le médecin turc, en col·laboració amb Theodor Jouret; simfonies i obertures a gran orquestra, una obra per a flauta i orquestra, etc. Algunes de les composicions de Meynne, sobretot les últimes, assoliren molt èxit en els concerts del Conservatori de Brussel·les, per la seva originalitat i per la seva forma.